# Kwilu (affluent du Kwango)
Cet article concerne l’affluent du Kwango. Pour l’affluent du Kasaï, voir Kwilu (rivière). Pour l’affluent du Congo, voir Kwilu (rivière des Cataractes). Pour les autres significations, voir Kwilu.
La Kwilu (Cuilo en portugais) est une rivière de l’Angola, coulant dans l’Uíge et se jetant dans le Kwango à la frontière avec le Congo-Kinshasa.
Elle sert de frontière naturelle entre les deux pays sur une vingtaine de kilomètres avant sa confluence avec le Kwango. La longueur du kwilu est d’environ 535 km.